# Dansa de les abelles

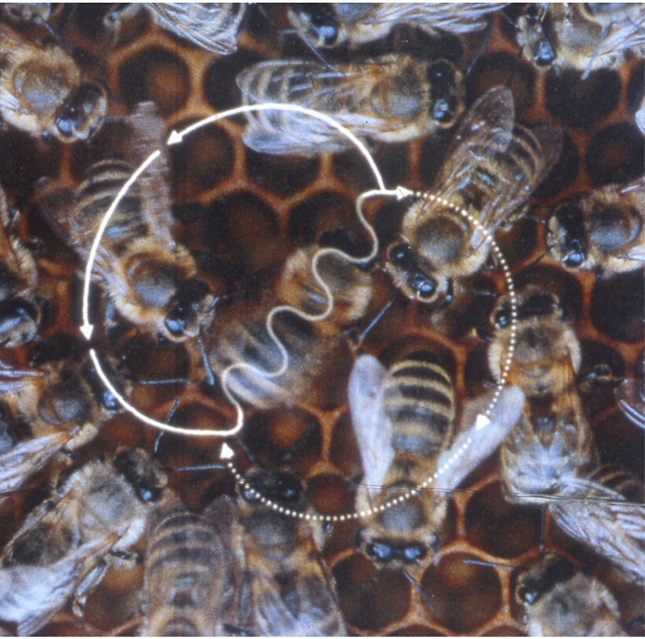
Abella ballant la dansa

La dansa de les abelles és el terme utilitzat en apicultura i etologia per referir-se al ball amb què les abelles recol·lectores comparteixen amb les seves companyes de rusc la informació sobre la direcció i la distància a la qual es troben les flors que contenen nèctar o pol·len —o totes dues coses— i els llocs amb aigua. Així doncs, la dansa de les abelles és un mecanisme pel qual les recol·lectores poden informar les seves companyes de la colònia de quins són els millors llocs per obtenir recursos. Tradicionalment, es pensava que les abelles feien dues menes de danses —les danses circulars i les danses amb l'abdomen, la primera per indicar els objectius propers i la segona per indicar els objectius llunyans—, però avui se sap amb certesa que una dansa circular és una dansa amb l'abdomen en què el moviment de l'abdomen és molt breu (vegeu més avall). El mecanisme de la dansa el va estudiar i explicar l'etòleg austríac Karl von Frisch, motiu pel qual l'any 1973 va rebre el Premi Nobel de Medicina o Fisiologia. Aristòtil ja havia descrit aquesta conducta el 330 aC, en el seu Historia animalium.

## Descripció
La dansa de les abelles consisteix en un seguit de voltes —entre una i més de cent— cadascuna de les quals té dues fases: la fase de moviment i la fase de retorn. Per saber com es comuniquen les abelles per mitjà de la seva dansa, observem el comportament d'una abella quan torna havent trobat una nova font d'aliment. Excitada per la seva descoberta, entra al rusc i immediatament s'arrossega fins a una de les bresques verticals, enmig d'una multitud d'abelles amuntegades; aquí és on balla la seva dansa, durant la qual dibuixa una petita figura en forma de vuit: primer avança en línia recta movent l'abdomen de dreta a esquerra (és el moviment més informatiu de la dansa), tot seguit gira a la dreta per dibuixar un semicercle i tornar al punt de partida (fase de retorn), torna a avançar en línia recta fent els moviments d'abdomen i gira a l'esquerra per dibuixar un semicercle i tornar al punt de partida; aquest dibuix es pot repetir diverses vegades, alternant els moviments d'abdomen i els semicercles a la dreta i a l'esquerra.
La direcció i la durada dels moviments d'abdomen tenen una relació directa amb la direcció i la distància a la qual es troben les flors que ha localitzat l'abella. Així, la direcció del moviment en línia recta de l'abella indica l'angle respecte al sol, i la distància entre el rusc i l'objectiu depèn de la durada d'aquest trajecte en línia recta: com més lluny és l'objectiu, més llarg és el trajecte, a raó d'uns 0,75 mil·lisegons per cada cent metres.

La dansa de les abelles. L'angle respecte al sol indica la direcció; la durada del trajecte en línia recta indica la distància.

El més increïble és que abelles que han estat al rusc una llarga temporada ajusten l'angle de les seves danses a la direcció canviant del sol, de manera que les abelles que observen la dansa reben una informació correcta encara que l'angle respecte al sol no sigui el mateix.

## Aplicacions en recerca operacional
En línia amb els últims treballs de recerca sobre la intel·ligència d'eixam per optimitzar els algorismes inspirats en el comportament dels insectes socials i dels animals (com ara peixos, ocells i formigues), darrerament la recerca s'ha centrat a investigar la dansa de les abelles per desenvolupar un sistema d'orientació eficient i que pugui obviar les possibles errades (en anglès, fault-tolerant). El resum de l'article de Wedde, Farooq i Zhang (2004) diu:
En aquest article, presentem un algorisme d'orientació original, el BeeHive ('rusc d'abelles'), inspirat en els procediments i els mètodes de comunicació i avaluació de les abelles. En aquest algorisme, les abelles es desplacen per un sistema de zones anomenades zones d'aliment, i la informació dels seus moviments s'incorpora a les taules d'orientació locals. El BeeHive obvia les possibles errades, és escalable i s'adapta completament a entorns locals o regionals. Demostrem, amb unes extenses simulacions, que el BeeHive iguala o fins i tot millora tots els algorismes coneguts fins avui. 
En l'optimització de servidors d'Internet es fa servir una altra tècnica computacional estigmèrgica inspirada en les abelles; és l'optimització de la colònia d'abelles.